# (598) Octavia
(598) Octavia ist ein Asteroid des Hauptgürtels, der am 13. April 1906 von Max Wolf entdeckt wurde.
Der Asteroid ist benannt nach Octavia Minor, einer römischen Edlen.